# Troc
Trocul este o operație economică prin care fiecare participant cedează proprietatea unui bun (sau unui grup de bunuri) și primește un alt bun (sau un grup de bunuri). Trocul face parte din schimburile numite de compensație, schimb de servicii egale. Noul dicționar universal al limbii române ne oferă următoarea definiție: „Trocul este o formă primitivă a schimbului de mărfuri, în care un produs se schimbă direct pe alt produs (fără mijlocirea banilor).”
Trocul se opune operației de vânzare-cumpărare mijlocită de monedă.
Trocul era singurul mod de schimb existent în numeroasele economii vechi, cum sunt cele ale Egiptului faraonilor sau cea a popoarelor amerindiene. Absența monedei circulante nu împiedica însă folosirea unităților de cont. Numărul mic de produse impunea agenților economici să cunoască pe de rost raporturile de schimburi dintre ei, care erau, în general, fixe, iar uneori exprimate în mercuriale. Indemnitățile judiciare erau și ele bazate pe raporturi de valori fixate între diferite obiecte uzuale, deseori, în spațiul mediteranean antic, capul de vită (cel mai adesea boul).
Trocul nu este incompatibil cu marile civilizații care au durat multe secole sau chiar milenii.
Trocul a precedat comerțul bazat pe monedă care l-a înlocuit în societățile moderne, însă niciodată nu a dispărut, în totalitate, nici în comerțul interior al unui sta și, cu atât mai puțin, în schimburile internaționale, mai ales când o țară nu dispune de o deviză convertibilă.
Crizele economice au impus întotdeauna un rol mai important trocului, ca urmare a răririi monedelor.
Societățile comuniste au cunoscut, cu toatele, alături de piețele clasice care foloseau moneda legală, importante piețe de troc referitoare la producțiile personale, bunurile mobile personale, sau bunurile primite la locul de muncă în locul salariului (sau retribuției, cum i se spunea în România comunistă).

Mai general, în perioadele de penurie, cum sunt perioadele de război sau de ocupație, trocul redevine un mod de schimb frecvent. Diferitele tichete / cartele de raționalizare fac îndeosebi obiectul unui troc masiv, egalitatea distribuirii tichetelor / cartelelor necorespunzând varietății gusturilor. Dar, bunurile rare și de folosință curentă joacă un rol nou în aceste schimburi. 

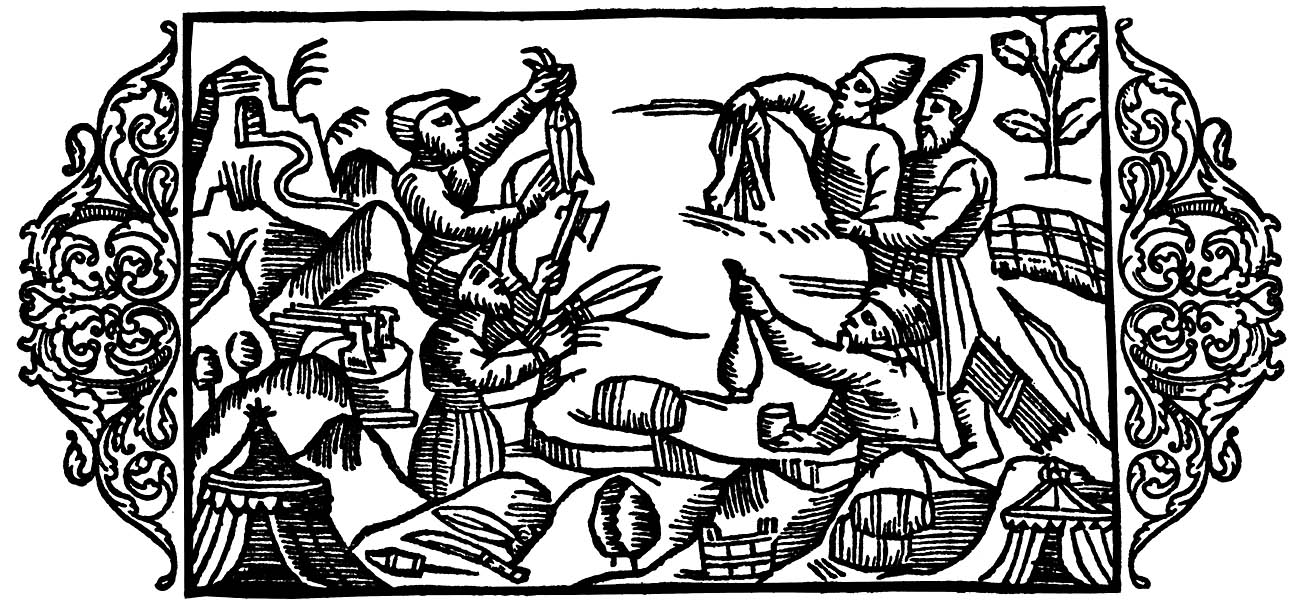
Negustori scandinavi (la stânga, oferind: pește uscat, făină, topoare, cuțite, foarfece, haine) și ruși (la dreapta, oferind: piei, unt, arcuri cu săgeți) făcând schimb la articolele lor. Litografie a lui Olaus Magnus, 1555
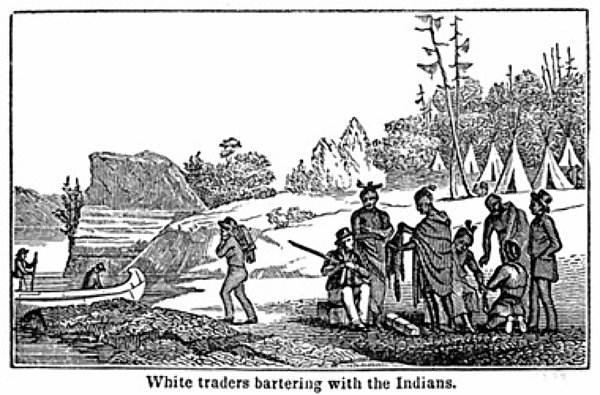
"Negustori albi făcând troc cu indienii", c. 1820
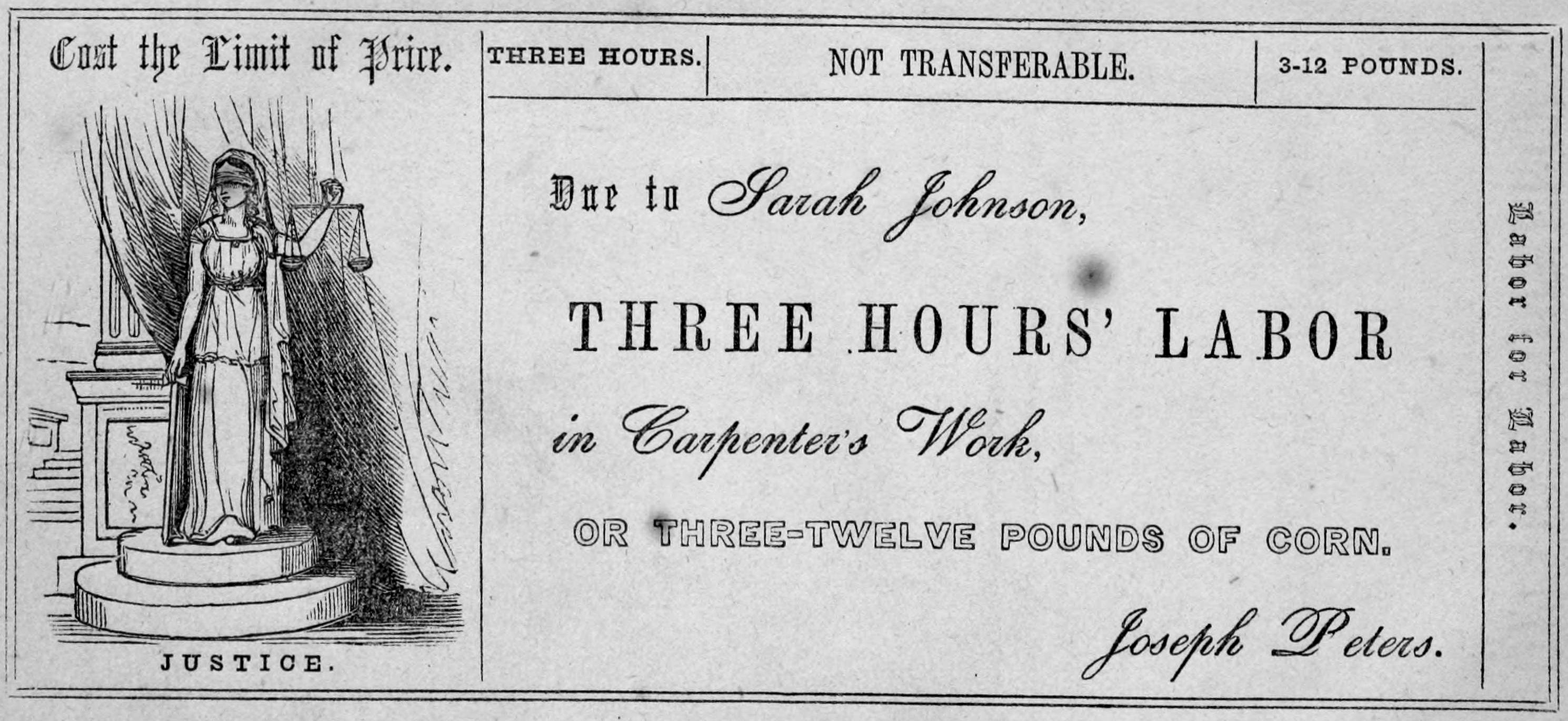
Un exemplu de troc din veacul 19: Ofertă de muncă pentru un bilet de muncă dat Depozitului "Cincinnati Time". Traducere: "Costul limitei de preț. Se datorează lui Sarah Johnson, 3 ceasuri de muncă la atelierul de tâmplar sau 1,4-5,4 kg de porumb. Semnat, Joseph Peters". S-a scanat de la Equitable Commerce al lui Josiah Warren (1846).

## Etimologie
Substantivul din română troc este un împrumut din franceză troc. Acest substantiv francez este un derivat al verbului francez troquer: „a da în troc”, care este un împrumut din limba latină medievală, trocare, de origine necunoscută.

## Diversitate de forme
Formele trocului variază mult în funcție de natura bunurilor schimbate, numărul participanților și desfășurarea temporală a schimbului.
Bunurile schimbate într-un troc pot fi materiale, de exemplu, resurse miniere, terenuri, sau nemateriale, cum sunt serviciile, cunoștințele, cotele de poluare, ideile sau chiar simbolurile, cum a devenit moneda. Aceste bunuri sunt divizibile, când este posibil să fie împărțite, sau indivizibile, cum este, de exemplu, bancnota. Când un etalon de măsură permite evaluarea cantității unui bun divizibil, aceste bunuri sunt măsurabile.
Trocul este multilateral: bilateral când are loc între doi participanți, sau non-bilateral între cel puțin trei participanți. Cesiunile proprietății care realizează schimbul pot fi imediate, sau amânate, întârziate, în funcție de condițiile de care depind de evenimentele viitoare.

## Piețele trocului
Potrivit International Reciprocal Trade Association, organismul internațional care reglementează trocul, peste 400.000 de întreprinderi au schimbat produse valorând 10 miliarde de dolari, la nivelul anului 2008, oficialii așteptându-se să vadă volumul acestor schimburi comerciale crescând cu 15% în 2009.

### Noi forme de troc

#### Rețele de schimb
- Experiența argentiniană a trueque,
- Trocul cu plante, organizat de comune,
- Trocurile de după-amiză, organizate de particulari,
- Rețelele comunitare dedicate pe Internet.

În secolul al XXI-lea una dintre cele mai avansate forme de troc (barter) utilizează platforme online de schimb direct, unele oferă unelte de negociere directă între membrii participanți iar cele mai multe promovează o monedă virtuală pentru echivalarea diferenței de valoare între bunurile tranzacționate (schimbate). Dintre acestea cele mai cunoscute sunt SwapAce (Australia și Asia), BarterQuest (N.America), Baratar (Europa). Independente una față de alta - aparțin de companii diferite - aceste unelte online prezintă similarități în funcționarea opțiunilor oferite membrilor comunităților lor cum ar fi moneda digitală, mesagerie internă, sistem interactiv de ofertă și contra-ofertă, etc. De asemenea fiecare operează pe piețe dedicate și adresează specificul fiecăreia. Aceste platforme se adresează deopotrivă atât oamenilor de rând (persoane fizice) cât și companiilor (persoane juridice).
Oamenii pot schimba între ei ceea ce le prisosește sau lucrurile de care nu mai au nevoie pentru alte obiecte sau servicii pe care le doresc. Companiile care utilizează aceste platforme pot întâlni direct noi clienți pe care nu i-ar fi putut accesa altfel în mod direct. Posibilitatea de a utiliza aceste platforme de troc online poate înlesni companiilor mișcarea stocurilor și, în același timp, economisirea de numerar.
Aceste solutii create și dedicate entuziaștilor și practicanților schimbului direct, fie individual sau colectiv, personal sau organizațional sunt un serviciu complementar activităților de schimb monetar cunoscute și participă activ la fluidizarea conectării sociale între membrii unei comunități.

#### Swap
Termenul din engleză swap se traduce prin cuvântul „schimb”. Prin urmare, un „swap” este un schimb de cadouri pe o temă dată, între internauți. Scopul acestui schimb este să faci plăcere unui necunoscut și, poate, să legi prietenie cu el. Interesul este și primirea de cadouri, printre facturi, în cutia de scrisori. Nu este vorba de un troc propriu-zis, întrucât în cazul unui swap, efectul surpriză este foarte important.
În general, regulile swap-ului sunt definite de organizator:
- Natura trimiterii,
- Numărul obiectelor din colet,
- Termenul maxim de trimitere,
- Numărul participanților: limitat sau nelimitat.

De exemplu, pentru un swap de 2 euro, membrii swap trebuie să trimită un obiect având o valoare sub 2 euro. Participanții pot fi repartizați în binom (A îi trimite lui B, iar B îi trimite lui A), sau sub formă de lanț (A îi trimite lui B, care îi trimite lui C, care îi trimite lui D, care îi trimite lui E, care îi trimite lui [...], care îi trimite lui A).